# 千葉美由紀
千葉 美由紀（ちば みゆき、1972年5月10日 - ）は、関東地方を拠点に活動している日本のフリーアナウンサー。

## 来歴
埼玉県入間市出身。アメリカ合衆国在住経験があり、Jesamin County High School と University of Kentucky（ケンタッキー大学）に在学していた。
帰国後、日本でフリーアナウンサーとして活動。後にショップチャンネルのキャスト（出演者）に転身し、2010年11月まで10年間ショップチャンネルの番組に出演し続けた。
キャストを引退した後、再びフリーで活動。関東地方での活動を続けつつも、生活拠点を広島県へと移す。そして埼玉県へ一時帰郷した後、2011年12月に男児を出産。1児の母になるが、翌年2月には早くもフリーアナウンサーとしての活動を再開している。
2013年10月、夫の仕事の都合で広島県から秋田県へ移住する。
後に東京都世田谷区へ移住し、2018年から再びショップチャンネルのキャストを務めている。